# Zdzisław Banat
Zdzisław Kazimierz Banat (ur. 3 marca 1947 w Ulanicy) – polski inżynier, samorządowiec, w latach 1990–1991 prezydent Rzeszowa, w latach 1998–2002 przewodniczący sejmiku podkarpackiego.

## Życiorys
W 1971 ukończył studia na Wydziale Budownictwa Lądowego i Komunalnego Wyższej Szkoły Inżynierskiej w Rzeszowie, a cztery lata później na Wydziale Budownictwa Lądowego Politechniki Krakowskiej. W 2006 uzyskał stopień naukowy doktora na Uniwersytecie Kardynała Stefana Wyszyńskiego.
Do 1986 był zatrudniony jako inżynier w przedsiębiorstwach budowlanych. W 1980 wstąpił do „Solidarności”, przewodniczył komisji zakładowej w Przedsiębiorstwie Robót Inżynieryjnych, wszedł także w skład zarządu regionu związku. Po wprowadzeniu stanu wojennego został internowany na okres około 10 dni. Po zwolnieniu współpracował z niejawnymi strukturami NSZZ „Solidarność”, angażując się m.in. w kolportaż publikacji drugiego obiegu.
W drugiej połowie lat 80. zajmował stanowisko wicedyrektora rzeszowskiego Wojewódzkiego Ośrodka Sportu i Rekreacji. W okresie 1990–1991 pełnił funkcję prezydenta Rzeszowa, później przez siedem lat zajmował kierownicze stanowisko w urzędzie wojewódzkim. Pracował później w regionalnej Agencji Rozwoju Regionalnego, Departamencie Kultury Urzędu Marszałkowskiego, Miejskim Przedsiębiorstwie Energetyki Cieplnej. W 2007 został zastępcą dyrektora Regionalnego Ośrodka Polityki Społecznej.
Przez kilkanaście lat należał do Zjednoczenia Chrześcijańsko-Narodowego. Od 1998 do 2002 z ramienia Akcji Wyborczej Solidarność zasiadał w sejmiku podkarpackiego I kadencji, pełniąc funkcję jego przewodniczącego. W 2004 wstąpił do Prawa i Sprawiedliwości.
Związany z organizacjami chrześcijańskimi, m.in. Ruchem Światło-Życie i Stowarzyszeniem Rodzin Katolickich.

## Odznaczenia
Odznaczony Krzyżem Oficerskim Orderu Odrodzenia Polski (2019) oraz Krzyżem Wolności i Solidarności (2016). W 1998 został wyróżniony Brązowym Krzyżem Zasługi, a w 2002 Brązowym Medalem „Za zasługi dla obronności kraju”.